# 倪緝
倪缉（？年—？年），字惟熙，福建福州府闽县人，匠籍。明朝政治人物。

## 生平
嘉靖元年（1522年）壬午科福建鄉試舉人，嘉靖五年（1526年）丙戌科第二甲第十九名進士。历官吏部考功司郎中，十八年闰七月升广东按察司副使。

## 家族
曾祖倪潮。祖父倪珏，成化辛丑进士。父倪钦，弘治十七年举人，官靖安教谕。兄倪組，同科进士。